# Kleopatra (Gattin des Deukalion)
Kleopatra (altgriechisch Κλεοπάτρα Kleopátra, deutsch ‚die durch den Vater Berühmte‘) ist eine Frauengestalt der griechischen Mythologie.
Laut dem byzantinischen Gelehrten Johannes Tzetzes war Kleopatra die Gattin des  Deukalion, eines Sohnes des Königs Minos von Kreta, und die Mutter des Idomeneus.